# (912) Maritima
(912) Maritima ist ein Asteroid des Hauptgürtels, der am 27. April 1919 vom Astronomen A. Schwassmann entdeckt wurde. 
Der Name des Asteroiden könnte von der jährlichen Meeres-Expedition der Hamburger Universität abgeleitet sein. Dies ist aber keine sichere Erkenntnis.